# Las Palmas (film)
Las Palmas är en svensk kortfilm från 2011 i regi av Johannes Nyholm. Den tilldelades bland annat Startsladden vid Göteborg International Film Festival och Guldbaggen för bästa kortfilm för filmåret 2011.